# Vrije internetwerkplaats
Een vrije internetwerkplaats, zoals ASCII in Amsterdam, is een principieel gratis internetwerkplaats, meestal gelokaliseerd in een kraakpand. Dit drukt de kosten, maar ook komt het fenomeen voort uit de kraakbeweging.
Een vrije internetwerkplaats werkt op basis van het principe dat informatie altijd voor iedereen vrij toegankelijk moet zijn. De manier om die informatie te bereiken moet dus ook vrij zijn, dus zonder belemmering van geldgebrek, de (on)mogelijkheid om zelf thuis internet aan te leggen (in het geval van bijvoorbeeld een kraakpand) of het onvermogen om met computers en het internet om te gaan. Daarom biedt het gratis internet aan voor iedereen. De computers van een vrije internetwerkplaats zijn voornamelijk van recycling afkomstig, uit milieu- en kostenoverwegingen en draaien uitsluitend opensourcesoftware, zoals Linux en Mozilla. De werkwijze en ideologie hebben overeenkomsten met Food Not Bombs en de weggeefwinkel.
Doordat het zich meestal in een kraakpand bevindt, moet zo'n workshop soms noodgedwongen op zoek naar een nieuwe werkruimte wegens ontruimingen, zoals ook gebeurd is met ASCII aan de Javastraat in Amsterdam. In de ASCII werden ook cursussen en workshops gegeven, zoals leren omgaan met een computer, Linux-cursussen en websites bouwen, maar ook workshops als hardware voor vrouwen. De afkorting staat voor Amsterdam Subversive Center for Information Interchange. PUSCII staat voor Progressive Utrecht Subversive Centre for Information Interchange.

## Vrije internetwerkplaatsen in Nederland
- Bollox in Amsterdam
- Multipleks in Leiden
- PUSCII in Utrecht (Ubica-panden, ontruimd)
- ASCII in Amsterdam (ontruimd)